# 韓国鉄道狭軌用液体式気動車
韓国鉄道狭軌用液体式気動車（朝鮮語: 협궤 디젤 액압 동차）は、かつて韓国鉄道庁が所有していた気動車。762mm軌間のナローゲージ路線で使用された。

## 概要・運用
韓国に残存していた762mm軌間の路線の動力近代化のため、1965年に仁川工作廠で6両が製造された液体式気動車。両運転台式の車体を有し、座席はオールロングシートで、車内の一端に便所が設置されていた。エンジンは床下に1基搭載され、製造当初は新潟鐵工所製のNHHB-6000を使用していたが、老朽化に伴い1975年（4両）と1990年（2両）にカミンズ製のSN855Rに交換された。
1965年の時点でナローゲージ路線として残存していた水驪線、水仁線に導入され、単行運転から気動車同士の連結運転に加え、客車を連結した運用も組まれていた。だが路線自体の赤字に加え車両の保守管理費用の高騰に伴い、水驪線は1972年3月31日をもって廃止された。それに伴い水驪線で使用されていた車両は水仁線に転属したものの、1995年12月31日をもって水仁線の全路線が休止となった事で営業運転から引退した。
2019年現在、1両が鉄道博物館に保存されている。